# Bottega Veneta
Bottega Veneta (AFI: [botˈteːɡa ˈvɛːneta]) è un'azienda italiana operante nel settore dei beni di lusso e rinomata per i suoi prodotti in pelle. La società ha sede a Milano e il suo atelier principale è situato in una villa settecentesca a Montebello Vicentino.
Bottega Veneta viene fondata nel 1966 a Vicenza in Veneto, da Michele Taddei e Renzo Zengiaro. Nel 2001 viene acquisita da parte del Gruppo Gucci. Nel settembre 2019 Bartolomeo Rongone viene nominato CEO. Da gennaio 2025 Louise Trotter è il nuovo direttore creativo. Bottega Veneta fa parte del gruppo di lusso Kering. 

## Storia

### Intrecciato
Bottega Veneta viene fondata nel 1966 a Vicenza da Michele Taddei e Renzo Zengiaro. Il marchio sviluppa un caratteristico disegno di tessitura della pelle, l'intrecciato, che diventa il look iconico di Bottega Veneta.. 
Nel 1972, Bottega Veneta apre il suo primo negozio negli Stati Uniti, a New York. A metà degli anni '70, l'azienda inizia la produzione di calzature. Renzo Zengiaro lascia l'azienda alla fine degli anni '70. Poco dopo Michele Taddei consegna l'azienda alla sua ex moglie Laura Braggion, che prende le redini di Bottega Veneta insieme al secondo marito Vittorio Moltedo. La Braggion si trasferisce a New York per dedicarsi alla crescita dell'azienda.
Nel 1978 il noto Andy Warhol Studio crea una campagna pubblicitaria per il brand. È qui che viene coniata l'iconica frase "When your own initials are enough" che diventa lo slogan del marchio, a sottolineare come il brand fosse talmente forte da poter fare apparire il logo solamente in modo discreto all'interno dei suoi prodotti.
Nel 1980, l'attrice Lauren Hutton indossa una borsa intrecciata Bottega Veneta nel film American Gigolò.  Nel 1985, Andy Warhol realizza il cortometraggio Bottega Veneta Industrial Videotape. Negli anni '90, Bottega Veneta lancia la sua prima collezione prêt-à-porter.
Dal 1995 al 2001 l'Head Designer di Bottega Veneta è stato Edward Buchanan. Ha disegnato la prima collezione ready to wear e la prima sfilata si è svolta a Milano nel 1998.

### La rinascita "Stealth wealth"
Nel febbraio 2001, l'ex Gruppo Gucci completa l’acquisizione del marchio Bottega Veneta per 156 milioni di dollari. Nel maggio successivo, Patrizio di Marco viene nominato amministratore delegato e a giugno Tomas Maier diventa il direttore creativo. Per descrivere il nuovo stile e l'essenza di Bottega Veneta, Vogue conia l'espressione "stealth wealth" che vuol dire lusso discreto. Il marchio lancia una linea di gioielli di moda nel 2002, seguita da una linea di alta gioielleria nel 2006. Nel 2005, l'azienda esce dal periodo di crisi e registra una crescita. Dal 2001 al 2010, le vendite di Bottega Veneta aumentano di 15 volte. Bottega Veneta presenta la sua prima sfilata di prêt-à-porter femminile nel febbraio 2005 e la sua prima sfilata maschile nel giugno 2006. Nel gennaio 2009, Marco Bizzarri viene nominato il successore di Patrizio di Marco come CEO di Bottega Veneta. Nel giugno 2011, Bottega Veneta lancia la sua prima fragranza femminile Eau de Parfum. Nel 2012, le vendite di Bottega Veneta raggiungono il miliardo di dollari.
Segue l'apertura del flagship store Bottega Veneta a Milano in un palazzo storico di via Sant'Andrea. Nell'aprile 2014 Bizzarri lascia Bottega Veneta e per il ruolo di CEO viene scelto Carlo Alberto Beretta.
La crescita della maison continua e nel 2016 viene aperto un secondo flagship store a Beverly Hills a North Rodeo Drive. Durante lo spettacolo, organizzato in occasione del 50º anniversario di Bottega Veneta presso l'Accademia di Brera, la clutch viene indossata in passerella da Lauren Hutton. Nell'ottobre 2016 Claus-Dietrich Lahrs viene nominato amministratore delegato. Nel 2018, Bottega Veneta apre un flagship store di sei piani a Ginza, Tokyo. Nel gennaio 2018, apre un negozio all'angolo tra Madison e la 64ª strada a New York. Nel giugno 2018 il direttore creativo Tomas Maier lascia Bottega Veneta.

### La "Nuova Bottega"
Nel giugno 2018, Daniel Lee viene nominato direttore creativo di Bottega Veneta. Nel 2019 Bottega Veneta vince quattro premi durante i British Fashion Awards.
Nel settembre 2019, Bartolomeo Rongone viene nominato amministratore delegato. L'azienda annuncia l'apertura di una terza sede manifatturiera in Veneto ed apre un negozio a Miami, il primo sotto la direzione di Daniel Lee.
Nel 2021 Bottega Veneta chiude tutti i suoi account social.
Nel novembre 2021, Matthieu Blazy viene nominato direttore creativo di Bottega Veneta. Il brand riprende a sfilare alla Milano Fashion week. L'approccio di Blazy è un ritorno al lusso essenziale. Tra le creazioni celebri ci sono i pantaloni in pelle denim trompe l'œil (2021) , le borse Intrecciato Kalimero (2022) e Andiamo (2023), e le pantofole - calzino in pelle lavorata a maglia (2023).
The New York Times ha definito Blazy il "mago di Milano".
A settembre 2023, il marchio riapre, a seguito dei lavori di ristrutturazione, la storica boutique di Parigi in Avenue Montaigne, che diventa così il primo flagship store progettato da Blazy. A febbraio 2024, il marchio apre il suo terzo negozio a Milano, nella storica Galleria Vittorio Emanuele II, anch'esso curato direttamente da Blazy. Nello stesso periodo è stata annunciata l'intenzione di Bottega Veneta di rilanciare la produzione di profumi.
A dicembre 2024, Mathieu Blazy lascia la carica di direttore creativo di Bottega Veneta. Nello stesso mese viene nominata Louise Trotter come nuovo direttore creativo della maison a partire da gennaio 2025.
Nel 2024, Bottega Veneta ha gestito 307 negozi per 4.034 dipendenti e ha generato 1,71 miliardi di euro di vendite (+ 4% sul 2023).

## Descrizione
Bottega Veneta è una casa di moda italiana di lusso specializzata nel prêt-à-porter sia per uomo che per donna, borse, scarpe, accessori, gioielli e profumi. Gestisce tre manifatture specializzate in pelletteria (Manifattura Veneta Pelletterie): ad Altavilla Vicentina (dal 2011), a Malo (dal 2012) e a Povolaro di Dueville (dal 2019) in Veneto.
Nel 2023, Bottega Veneta inaugura l'Accademia Labor et Ingenium, che offre programmi di formazione in materia di artigianato per i dipendenti interni e per studenti esterni e i cui corsi sono tenuti dai maestri artigiani del marchio. 

## Governance

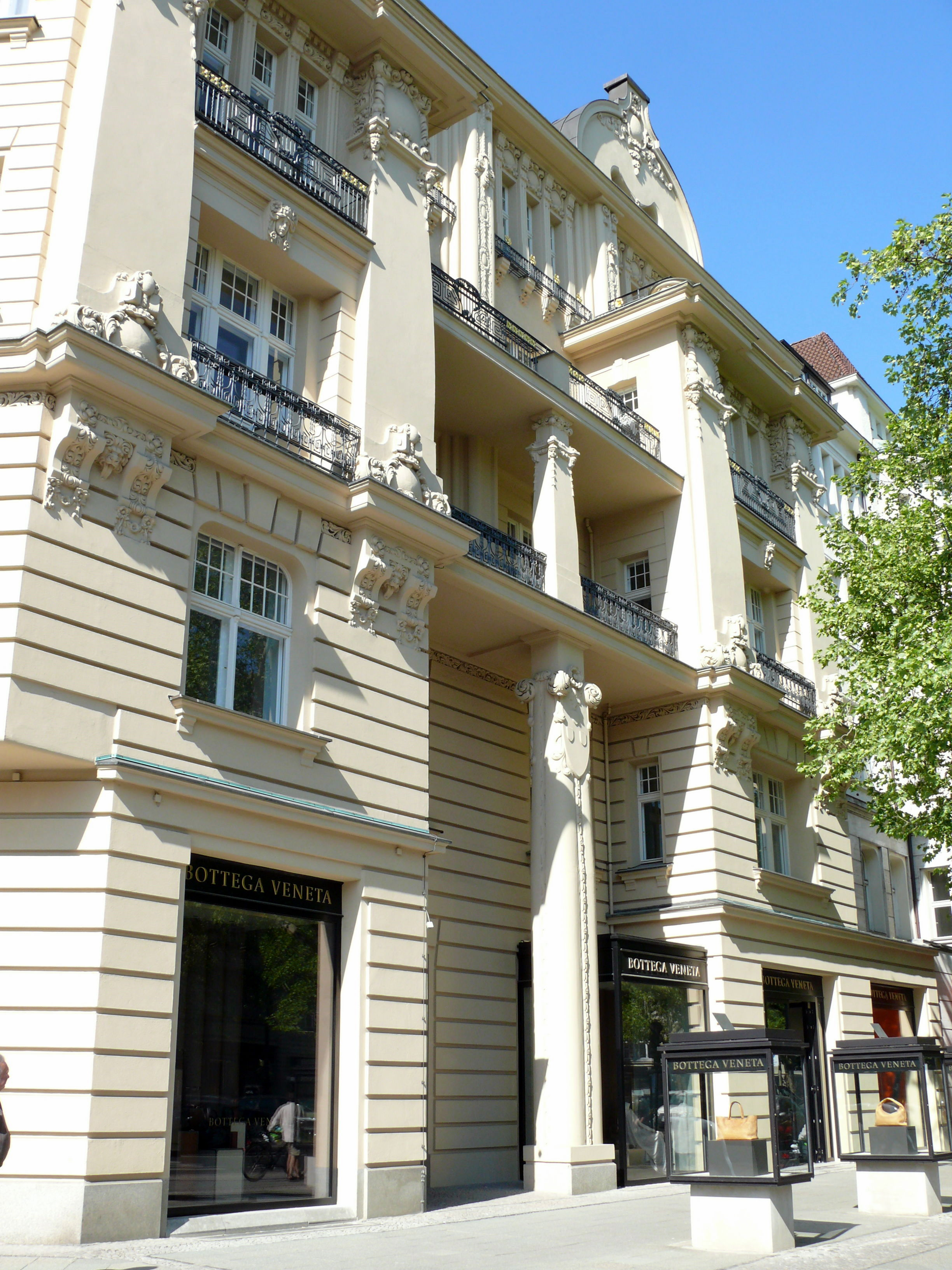
Boutique su Kurfürstendamm a Berlino

### Amministratori Delegati
- 2001-2008: Patrizio Di Marco [44]
- 2009-2014: Marco Bizzarri [45]
- 2015-2016: Carlo Alberto Beretta [46]
- 2016-2019: Claus-Dietrich Lahrs [47]
- 2019-in carica: Bartolomeo Rongone [3]

### Direttori creativi
- 1966-1970: Renzo Zengiaro
- 1980-2001: Laura Braggion
- 1995-2001: Edward Buchanan
- 2001-2018: Tomas Maier [28]
- 2018-2021: Daniel Lee [48]
- 2021-2024: Matthieu Blazy [41]
- 2025-in carica: Louise Trotter [4]

## Arte e cultura
Ogni anno, dal 2021, Bottega Veneta rende omaggio ai laboratori artigianali tradizionali di tutto il mondo dando loro visibilità attraverso l'iniziativa Bottega for Bottegas.
Nel 2021, Bottega Veneta ha collaborato con la Biennale di Danza di Venezia, sponsorizzando la famosa rassegna dedicata alla danza.
Nel 2022, il marchio ha collaborato con la libreria The Strand di New York per una serie di tote bag in edizione limitata. Nello stesso anno, il marchio ha iniziato a sponsorizzare il Festival Internazionale di Moda, Fotografia e Accessori di Hyères.
Nel 2023 Bottega Veneta ha avviato una partnership annuale con l'Aspen Art Museum e ha sostenuto il padiglione italiano alla 18ª edizione della Biennale Internazionale di Architettura.